# Oliver Đorđević
Oliver Đorđević (Zagreb, 19. studenoga 1977.), hrvatski violončelist.

## Životopis
U rodnom Zagrebu je započeo glazbeno školovanje te, 2003. godine diplomirao u klasi profesora Željka Švaglića. Tijekom školovanja sudjelovao je na natjecanjima te osvojio nekoliko prvih nagrada i diploma. 
Također je snimao za televiziju i radio, te sudjelovao kao suradnik na nosačima zvuka raznih izvođača (ansambl LADO, Dado Topić). 
Kao čelist se usavršavao kod značajnih pedagoga kao što su prof. Valter Dešpalj, prof. Rudolf Leopold, prof. Andrea Molnar, prof. Orfeo Mendozzi i drugi. Svirao je u Zagrebačkom omladinskom komornom orkestru, Zagrebačkim solistima, Junge Wiener Philharmonie te u raznim komornim ansamblima. Također ima značajno iskustvo u salonskom muziciranju (Hotel Esplanade). 
Bavi se i skladanjem, te je dirigirao izvedbom jedne od svojih skladbi na koncertu ciklusa "Virtuoso" u HGZ-u u Zagrebu. 
Interes za bogatstvo južnoameričke i srodne glazbe istražuje s ansamblom Trio del Sur.